# Enrico Zuccalli
Enrico Zuccalli, de son vrai nom Johann Heinrich Zuccalli (né en 1642 à Roveredo (Grisons), mort le 8 mars 1724 à Munich) est un architecte italien des Grisons.

## Biographie
Il reçoit une première formation auprès de son beau-frère Kaspar Zuccalli qui le fait venir à Munich en 1669.
Il devient en 1673 maître d'œuvre de la cour de l'électorat de Bavière à la place d'Agostino Barelli. Il reprend les chantiers de construction et termine l'église des Théatins à Munich et le château de Nymphembourg. En 1677, Zuccalli est promu maître constructeur, en 1689 il est le Hofkammerrat.
Entre 1684 et 1688, Zuccalli conçoit et construit le château de Lustheim dans le parc du château de Schleissheim et en 1689 le canal de Schleissheim. En 1695, il vient à Liège puis à Bonn, où il doit bâtir d'après un contrat avec Joseph-Clément de Bavière le château des Princes-Électeurs. La première pierre est posée en 1697, le palais sera terminé en 1715 par Robert de Cotte. Zuccalli est relevé de toutes ses fonctions en 1706 en raison de l'administration autrichienne de la Bavière et vit jusqu'à 1714 à l'abbaye d'Ettal.
Les bâtiments de Zuccalli se caractérisent par le baroque tardif italien. Il dessine en 1696 un premier plan d'une résidence d'été à Schleissheim. La construction commence en 1701 puis achevé par Joseph Effner. Il est l'auteur aussi du palais Porcia à Munich.

## Sources
- (de) Cet article est partiellement ou en totalité issu de l’article de Wikipédia en allemand intitulé « Enrico Zuccalli » (voir la liste des auteurs).
- Article Enrico Zuccalli dans le Dictionnaire historique de la Suisse en ligne.